# Östra Österåtjärnarna
Östra Österåtjärnarna är en sjö i Åre kommun i Jämtland och ingår i Nean-Vapstälvens kustområde. Sjön har en area på 0,0762 kvadratkilometer och ligger 530,2 meter över havet. Sjön avvattnas av vattendraget Vergåa.

## Delavrinningsområde
Östra Österåtjärnarna ingår i det delavrinningsområde (706514-132718) som SMHI kallar för Ovan 706650-132422. Medelhöjden är 551 meter över havet och ytan är 14,54 kvadratkilometer. Det finns inga avrinningsområden uppströms utan avrinningsområdet är högsta punkten. Avrinningsområdets utflöde Vergåa mynnar i havet. Avrinningsområdet består mestadels av skog (29 procent), öppen mark (17 procent), sankmarker (36 procent) och kalfjäll (17 procent). Avrinningsområdet har 0,08 kvadratkilometer vattenytor vilket ger det en sjöprocent på 0,5 procent.